# Francesco Antonio Zaccaria
Francesco Antonio Zaccaria (Venezia, 27 marzo 1714 – Roma, 10 ottobre 1795) è stato un presbitero, storico e scrittore italiano.

## Biografia

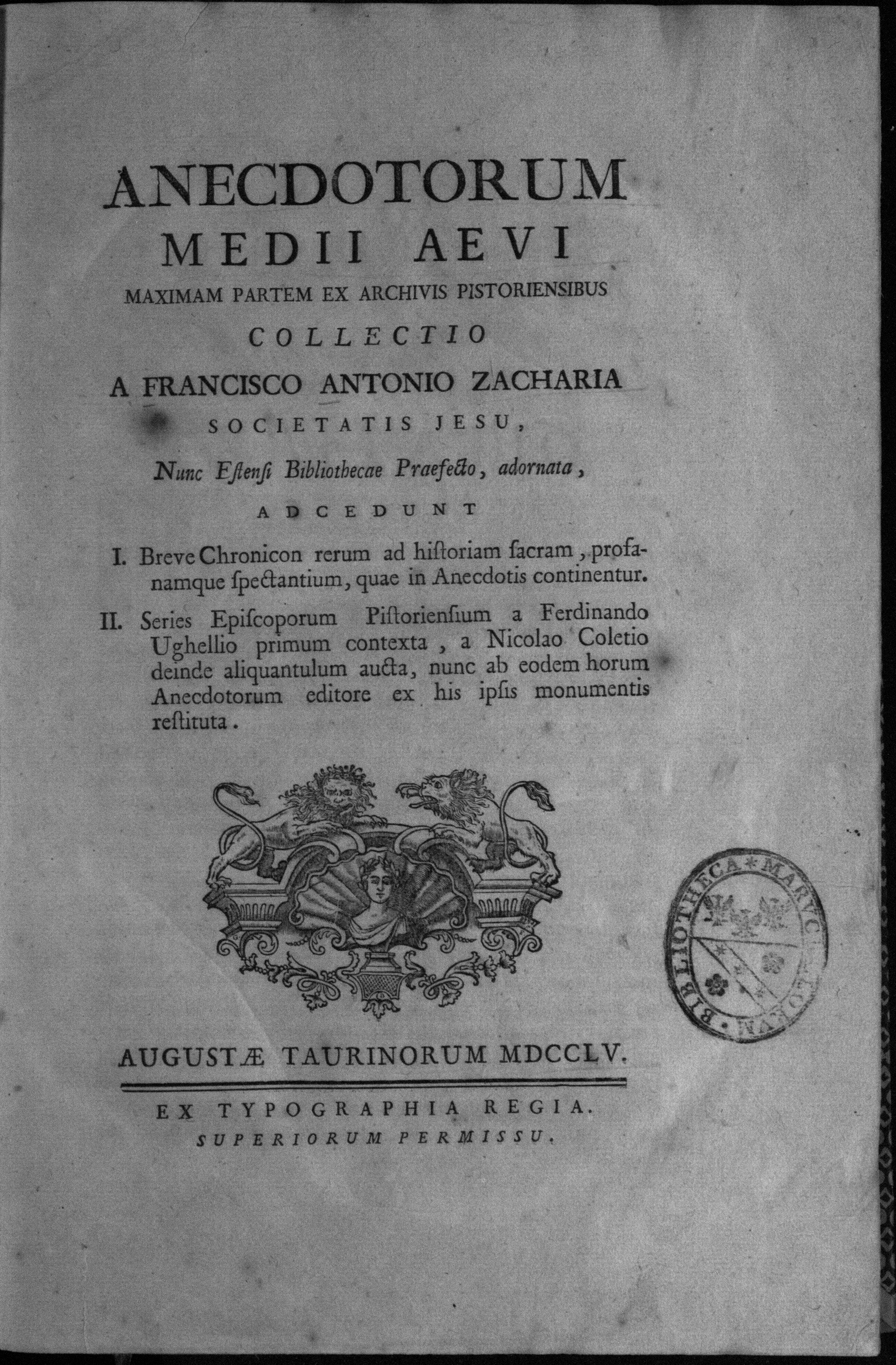
Anecdotorum Medii Aevi

Francesco Antonio Zaccaria nacque a Venezia il 27 marzo 1714 da Tancredi e da Teresa Ferretti. Alcuni suoi detrattori, come Giovanni Bernardino Capriata e Urbano Tosetti, avevano diffuso la voce che fosse figlio di uno sbirro che aveva trovato rifugio in Laguna. Proveniva invece da una buona famiglia: il padre, casentinese, era un avvocato che lavorava soprattutto da "interveniente", cioè faceva da procuratore nei tribunali veneziani in rappresentanza di comunità di terraferma o di famiglie patrizie. A conferma delle sue origini civili, fu tenuto a battesimo dal nobile Francesco Priuli, fratello del cardinale Pietro.
Iniziò la sua formazione nel Collegio cittadino dei Gesuiti, entrando egli stesso nella Compagnia di Gesù il 18 ottobre 1731; trascorse tuttavia il noviziato a Vienna. Al termine, divenne insegnante di retorica nel Collegio di Gorizia (1733-1737), occupandosi inoltre di predicazione nelle congregazioni mariane e della traduzione dal francese dell'Histoire romaine depuis la foundation de Rome di François Catrou e Pierre-Julien Rouillé. Dal 1737 al 1740 studiò teologia al Collegio di Roma e il 30 ottobre di quest'ultimo anno fu ordinato sacerdote dal vescovo di Pesaro Filippo Carlo Spada.
Nel 1751 fu chiamato a succedere a Ludovico Antonio Muratori come bibliotecario e archivista del Duca di Modena. A Modena continuò sino al 1759 un periodico letterario, Storia letteraria d'Italia, già iniziato a Venezia nel 1750, e fece ad esso seguire gli Annali letterari d'Italia (1762-64). Dei suoi periodici fece l'organo dei gesuiti; intrepido campione dei diritti pontifici, suscitò aspre polemiche. Nel 1768 fu rimosso dall'incarico di bibliotecario ducale a causa delle polemiche scatenate dalla pubblicazione dell'Antifebronio, provocatorio trattato nel quale difendeva strenuamente le prerogative pontificie. Fu allora chiamato a dirigere la biblioteca della Casa professa dei Gesuiti a Roma.
Come riconoscimento dell'importanza dei suoi studi e dei servigi alla Santa Sede, ebbe il privilegio di una pensione da papa Clemente XIII, riconfermata da papa Clemente XIV, e aumentata da papa Pio VI, che lo nominò professore ordinario di Storia della Chiesa alla Sapienza e direttore dell'Accademia dei Nobili Ecclesiastici.
Fu un membro di numerosissime accademie italiane (almeno diciannove).

## Attività letteraria
Zaccaria fu un autore prolifico. Scrisse, fra l'altro, l'Antifebronio, ossia Apologia storico-polemica del primato di Roma (2ᵃ ed., Cesena 1770), contro l'opera di Giustino Febronio, pseudonimo del vescovo di Treviri Johann Nikolaus von Hontheim; la Storia polemica del celibato sacro (Roma 1774); la Storia polemica della proibizione de' libri (ivi 1777). Zaccaria compose più di 100 opere in stile ineguale (più colto in latino che in italiano), ma vivaci; tra le quali hanno maggiore importanza quelle di erudizione: la Bibliotheca Pistoriensis (Torino 1742); gli Excursus litterarii per Italiam ab a. 1742 ad a. 1752 (Venezia 1754); la Anecdotorum medii aevi collectio, notizie estratte dagli archivî di Pistoia (Torino 1755); Iter litterarium per Italiam ab a. 1753 ad a. 1757 (Venezia 1762), descrizione di manoscritti trovati in molte biblioteche dell'Italia settentrionale e centrale; la Bibliotheca selecta historiae ecclesiasticae (ivi 1776); la Bibliotheca ritualis (Roma 1776-81); le Dissertazioni varie di storia ecclesiastica (ivi 1780); le dissertazioni De rebus ad historiam atque antiquitates Ecclesiae pertinentibus (Foligno 1781). Si occupò anche di erudizione classica: Jacopo Morelli considerò degne di ristampa dell'Istituzione antiquario-lapidaria (Venezia 1793) e dell'Istituzione antiquario-numismatica (ivi 1793), con le quali Zaccaria volle dare una guida allo studio delle antiche epigrafi e medaglie.

## Opere

### Archeologia
- Istituzione antiquario-lapidaria, Roma, 1770.
- Istituzione antiquario-numismatica, Roma, 1772.

### Liturgia
- Dell'anno santo, Roma, 1774;
- Bibliotheca ritualis, 2 voll., Roma, 1776-8;
- Nuovo effemerologio universale, Roma, 1780;
- Onomasticon rituale selectum, Faenza, 1787.

### Teologia
- Thesaurus theologicus, 13 voll., Venezia, 1762;
- De causuisticae theologicae originibus, locis atque praestantia;
- Apparatus omnigenae eruditionis ad theologiam et ius canonicum, Roma, 1773.

### Scritti polemici
- Antifebronio, Pesaro, 1767;
- Storia polemica del sacro celibato, Roma, 1774;
- Storia polemica delle proibizioni de' libri (Roma, 1777);
- Difesa di tre Sommi Pontefici Benedetto XIII, Benedetto XIV, e Clemente XIII, e del Concilio Romano tenuto nel 1775, Ravenna, 1784.

### Storia della Chiesa
- Episcoporum Cremonensium series, Milano, 1749;
- Laudensium Episcoporum series, Milano, 1763;
- Auximatium Episcoporum series, Osimo, 1764;
- Episcoporum Vico Æquensium series, Roma, 1778;
- Series Episcoporum Caesenatium, Cesena, 1779;
- Series Episcoporum Forocorneliensium, Imola, 1820;
- De' Santi martiri Fedele, Carpoforo, Gratiniano, e Felino, Milano, 1750;
- Acta SS. Bollandiana apologeticis libris in unum volumen nunc primum contractis vindicata, Anversa, 1755;
- De rebus ad historiam atque antiquitates ecclesiae pertinentibus, Foligno, 1781;
- Raccolta di dissertazioni di storia ecclesiastica, 22 voll., Roma, 1792-7.

### Storia della letteratura
- Storia d'Italia Letteraria (con Leonardo Ximenes, Domenico Troili e Gioacchino Gabardi), 14 voll., Modena, 1750-57;
- Excursus litterarii per Italiam, Venezia, 1754;
- Iter Litterarium per Italiam, Venezia, 1762;
- Saggio critico della corrente letteratura straniera, (con Domenico Troili e Gioacchino Gabardi) 3 voll., Modena, 1756;
- Annali letterarii d'Italia , 3 voll., Modena, 1762-3;
- Biblioteca antica e moderna di storia letteraria, 3 voll., Pesaro, 1766-8.

### Storia medievale
- Anecdotorum Medii Aevi maximam partem ex archivis pistoriensibus collectio, 1755.
- Dell'antichissima badia di Leno. Libri tre, Venezia, per Pietro Marcuzzi, 1767.

### Edizioni commentate
- Joannes Stephanus Menochius (Giovanni Stefano Menochio), Commentarius totius S. Scripturae, Venezia, 1743;
- Dante Alighieri, Divina Commedia, Verona, 1749;
- Tommaso Tamburini, Theologia Moralis, Venezia, 1755;
- Hermann Busenbaum, Pierre Lacroix, Theologia Moralis, 1755;
- Domenico Viva, Opuscula omnia teologico-moralia, Ferrara, 1757;
- Louis Abelly, Medulla theologica, Venezia, 1757;
- Denis Pétau, Opus de theologicis dogmatibus, (Venezia, 1757);
- Vitus Pichler, Jus Cononicum, Pesaro, 1758;
- Jacobus Tirinus (Jacques Tirin), In universam Scripturam Commentarius, Venezia, 1759;
- Bartolomeo Gavanti, Opera teologico-canonica, Ferrara, 1760;
- Honoré Tournély, Praelectiones, Venezia, 1765;
- Natalis Alexander, Historia Ecclesiastica, Venezia, 1776-7;
- Lucio Ferraris, Bibliotheca canonicojuridica, Roma, 1748-90;
- Pietro Sforza Pallavicino, Istoria del Concilio di Trento, Faenza, 1792-7.